# Én és a mostohám
Az Én és a mostohám (eredeti cím: Sage femme) 2017-ben bemutatott francia filmdráma. A főszerepben Catherine Frot és Catherine Deneuve látható. Martin Provost írta és rendezte. 
Franciaországban 2017. március 15.-én mutatták be a Valenciennesi Filmfesztiválon, Magyarországon pedig 2017. július 13.-án került a mozikba. A filmet bemutatták a Berlini Nemzetközi Filmfesztiválon, a Norvégiai Nemzetközi Filmfesztiválon és a Seattlei Nemzetközi Filmfesztiválon is.

## Szereplők
| Színész           | Szerep   |
| ----------------- | -------- |
| Catherine Frot    | Claire   |
| Catherine Deneuve | Beatrice |
| Quentin Dolmaire  | Simon    |
| Mylène Demongeot  | Rolande  |
| Olivier Gourmet   | Paul     |
| Pauline Parigot   | Lucie    |
| Élise Oppong      | Sophie   |